# Diaphorus virescens
Diaphorus virescens är en tvåvingeart som beskrevs av Thomson 1869. Diaphorus virescens ingår i släktet Diaphorus och familjen styltflugor. Inga underarter finns listade i Catalogue of Life.